# 듀크 무어

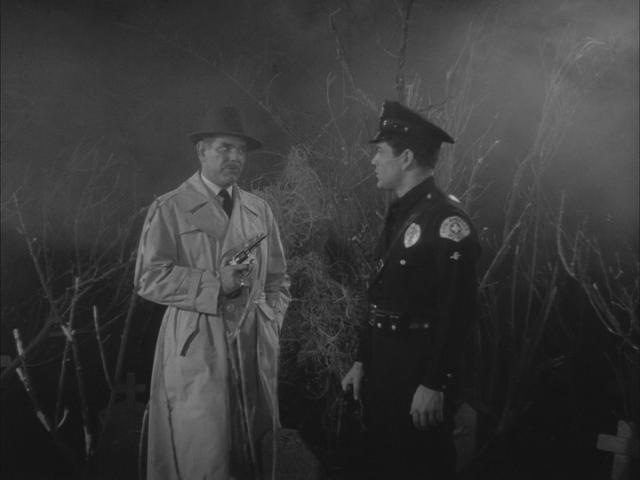

듀크 무어(Duke Moore, 1913년 7월 15일 ~ 1976년 11월 16일)는 미국의 배우이다.
할리우드에서 사망하였다. 사인은 심근 경색이다.

## 영화
- 테이크 잇 아웃 인 트레이드 (1970년)
- 시체 도둑들의 밤 (1959년)
- 외계로부터의 9호 계획 (1958년)